# Left Behind (песня)
Left Behind (с англ. — «Оставленный позади») — песня американской ню-метал группы Slipknot, выпущенная в качестве первого сингла из второго студийного альбома Iowa. Сингл выпущен в 2001 году.
«Left Behind» была написана раньше всех песен в альбоме Iowa, поэтому она достаточно сильно отличается звучанием.
«Left Behind» вошла 8-м треком в альбом Iowa, а также вошла на первый диск концертного альбома 9.0: Live.

## Список композиций
| №  | Название      | Длительность |
| -- | ------------- | ------------ |
| 1. | «Left Behind» | 4:01         |
| 2. | «Liberate»    | 4:27         |
| 3. | «Surfacing»   | 5:10         |

## Видеоклип
Существуют две версии видеоклипа на композицию «Left Behind», полная и сокращённая.
В первой версии клипа показаны участники группы, выступающие в дождливом лесу. Сюжет повествует о мальчике, разрубающем козье мясо в лавке мясника, и желающем отомстить двум задирам. По возвращении домой, он спускается в подвал и под эмоциальным давлением разбивает банки, рубит мясо и размазывет кровь по лицу.
Во второй версии клипа участники группы всё так же выступают под дождём. Сюжет повествует о том же мальчике, однако он спускается в подвал под конец клипа, на чём тот и заканчивается.